# Aleksiej Pietrow (kolarz)
Aleksiej Stiepanowicz Pietrow (ros. Алексей Степанович Петров; ur. 22 marca 1937 w Leningradzie, zm. 8 marca 2009 w Moskwie) – radziecki kolarz szosowy, brązowy medalista olimpijski.

## Kariera
Największy sukces w karierze Aleksiej Pietrow osiągnął w 1960 roku, kiedy wspólnie z Jewgienijem Klewcowem, Wiktorem Kapitonowem i Jurijem Mielichowem zdobył brązowy medal w drużynowej jeździe na czas podczas igrzysk olimpijskich w Rzymie. Na rozgrywanych cztery lata później igrzyskach w Tokio, był piąty w drużynie, a indywidualnie zajął 62. pozycję. Trzykrotnie startował na szosowych mistrzostwach świata, w rywalizacji drużynowej zajmując czwarte miejsce na MŚ w Salò (1962), dziewiąte miejsce na MŚ w Sallanches (1964) oraz siódme na MŚ w San Sebastián (1965). W latach 1961–1962 i 1965–1966 startował w Wyścigu Pokoju, najlepszy wynik uzyskując w 1962 roku, kiedy w klasyfikacji generalnej zajął piąte miejsce. W tym samym roku zdobył indywidualne mistrzostwo kraju, a w latach 1960, 1962–1964 i 1966 zwyciężał w drużynowej jeździe na czas.